# Вакфу (манфра)
Вакфу (фр. Wakfu) је француска манга (манфра) базирана на истоименој анимираној серији. Оригинално се објављивала од 2012. до 2019. године, са укупно пет томова. Илустрацију за прва четири тома радио је Саид Сасин, а текст Ентони „Тот“ Ру и Азра. Илустрацију за последњи том радила је Синтија Лемон, а текст Том Гобер и Жером „Џеј“ Лафевер.
Издавачка кућа Најкула је јуна 2022. године најавила да ће преводити Вакфу на српски језик. Први том изашао је 2. септембра 2022., а последњи 21. децембра 2023. године.

## Радња
Прича се одвија након друге сезоне анимиране серије, али пре специјала.

## Списак томова
| - Поглавље 1: „Крадљивац млека” () - Поглавље 2: „Прослава” () - Поглавље 3: „Гост изненађења” () - Поглавље 4: „Ферис неуништиви” () - Поглавље 5: „Ферисова жртва” () |

| - Поглавље 6: „Улгруд воли Јиву” () - Поглавље 7: „Полазак” () - Поглавље 8: „Нови Шушу у породици” () - Поглавље 9: „Окршај” () - Поглавље 10: „Велики пут” () |

| - Поглавље 11: „Пуном паром напред” () - Поглавље 12: „Добар улов” () - Поглавље 13: „Затишје пред буру” () - Поглавље 14: „Олуја века!” () - Поглавље 15: „Чувар Зинита” () |

| - Поглавље 16: „Међу звездама” () - Поглавље 17: „У срцу Зинита” () - Поглавље 18: „Црни Дофус” () - Поглавље 19: „Пурпурни Дофус” () - Поглавље 20: „Бољи свет” () |

| - Поглавље 21: „Срце од леда” () - Поглавље 22: „Хладнокрвно” () - Поглавље 23: „У потрази за Јивом” () - Поглавље 24: „Набој у ваздуху” () - Поглавље 25: „Породично окупљање” () |

## Белешке
1. ↑  Наслов је на Cobiss−у наведен као Потрага за Дофус Елиатропима.